# Passerelle de la Cartuja
Pour les articles homonymes, voir Cartuja (homonymie).
La passerelle de la Cartuja est un pont de Séville (Andalousie, Espagne).

## Situation
En partant du nord de la ville, il est le quatrième pont à enjamber la darse du Guadalquivir qui traverse Séville du nord au sud. Il quitte la rive gauche de la darse du Guadalquivir dans le quartier de San Vicente, sur l'Avenida del Torneo. Il atteint la rive droite sur le chemin des Découvertes (Camino de los Descubrimientos) dans le quartier de La Cartuja, à côté du Monastère Santa María de las Cuevas.

## Histoire
Il a été imaginé par Fritz Leonhardt et Luis Viñuela Rueda et construit entre 1988 et 1989 dans le contexte de l'Exposition universelle de 1992, pendant laquelle il était exculsivement réservé aux piétons. Par la suite, son accès a été ouvert à la circulation des véhicules.

## Construction
Le pont est une poutre d'acier en caisson, d'un seul tenant, formant un tablier orthotrope d'une courbure très faible. Il est composé de 22 voussoirs fabriqués dans divers ateliers. Sa portée est de 170 m pour une largeur, en son centre, de seulement 3 m. Sa longueur totale est de 238 m. Ses appuis sont asymétriques : hormis les deux culées, il possède une pile unique sur la rive gauche.
Son style, au contraire de celui des autres ponts construits pour l'Expo '92, est volontairement discret, pour que le monastère voisin, également rénové à l'occasion de l'Expo '92, reste le monument le plus visible. Il a entièrement été construit sur la terre ferme, sur la rive droite, avant d'être tourné et fixé à la pile sur l'autre rive.
Ses dimensions en font le pont le plus "svelte" du monde. Il se trouve en 2007 dans le Livre Guinness des records[réf. nécessaire].

### Sources et bibliographie
- (es) « Puentes: La Cartuja », sur sevillaguia.com (consulté le 25 décembre 2007).
- (es) « Ponts sur le Guadalquivir: la passerelle de La Cartuja », sur sevilla.vivelaciudad.es (consulté le 25 décembre 2007).
- (es) « Passerelle de La Cartuja », sur factoriaurbana.com (consulté le 25 décembre 2007).